# Cairo Wolves
I Cairo Wolves sono una squadra di football americano di Giza, in Egitto, fondata nel 2013.
Sono stati la prima squadra egiziana disputare un incontro internazionale.

## Dettaglio stagioni

### Amichevoli
| Stagione | Vin | Par | Per | Tot | PF | PS | avversaria       |
| -------- | --- | --- | --- | --- | -- | -- | ---------------- |
| 2016     | 1   | 0   | 0   | 1   | 40 | 20 | Amman Barracudas |
| Totale   | 1   | 0   | 0   | 1   | 40 | 20 |                  |

### Tornei nazionali

#### Campionato

##### ENFL
| Stagione | regular season | regular season | regular season | regular season | regular season | regular season | playoff | playoff | playoff | playoff | playoff | playoff       | playoff          |
|          | Vin            | Par            | Per            | Tot            | PF             | PS             | Vin     | Per     | Tot     | PF      | PS      | risultato     | avversaria       |
| -------- | -------------- | -------------- | -------------- | -------------- | -------------- | -------------- | ------- | ------- | ------- | ------- | ------- | ------------- | ---------------- |
| 2015     | 2              | 0              | 2              | 4              | 80             | 56             | -       | -       | -       | -       | -       | -             | -                |
| 2016     | 2              | 0              | 3              | 5              | 58             | 72             | 0       | 1       | 1       | 7       | 14      | Semifinale    | GUC Eagles       |
| 2017     | 3              | 0              | 1              | 4              | 96             | 76             | 0       | 1       | 1       | 12      | 26      | Semifinale    | MSA Tigers       |
| 2018     | 3              | 0              | 2              | 5              | 108            | 44             | 1       | 1       | 2       | 27      | 18      | Egyptian Bowl | Cairo Hellhounds |
| 2019     | 2              | 0              | 3              | 5              | 98             | 87             | -       | -       | -       | -       | -       | -             | -                |
| 2021     | 2              | 0              | 2              | 4              | 43             | 54             | -       | -       | -       | -       | -       | -             | -                |
| Totale   | 14             | 0              | 13             | 27             | 483            | 389            | 1       | 3       | 4       | 46      | 58      |               |                  |

Fonti: Enciclopedia del Football - A cura di Roberto Mezzetti